# 諫早庸一
諫早 庸一（いさはや よういち）は、日本の東洋史学者。北海道大学スラブ・ユーラシア研究センター特任准教授。専門はモンゴル帝国史。

## 略歴
- 2001年4月 - 2003年3月筑波大学 第三学群 社会工学類（中退）
- 2003年4月 - 2005年3月神戸大学 人文学部 東洋史専修（卒業）
- 2005年4月 - 2007年3月神戸大学 人文学研究科 文化動態専攻修士課程（修了）
- 2007年4月 - 2008年3月神戸大学 人文学研究科 社会動態専攻博士課程（中退）
- 2008年4月 - 2011年3月東京大学 総合文化研究科 地域文化研究専攻博士課程（単位取得退学）
- 2008年5月 - 2009年3月東京大学 国際哲学センター 特別研究員
- 2009年4月 - 2011年3月日本学術振興会 東京大学総合文化研究科 特別研究員 (DC2)
- 2010年5月 - 2012年2月テヘラン大学 科学史研究所 客員研究員
- 2012年9月 - 2012年12月ロンドン大学 ウォーバーグ研究所 客員研究員
- 2011年4月 - 2014年11月日本学術振興会 東京大学東洋文化研究所 特別研究員 (PD)
- 2015年10月 - 2017年12月ヘブライ大学 アジア学部 ポスドク研究員
- 2018年4月 - 2019年3月日本学術振興会 立教大学文学部 特別研究員（RPD）
- 2018年4月 - 2019年3月立教大学 文学部 兼任講師
- 2019年4月 - 現在北海道大学 スラブ・ユーラシア研究センター 助教

## 書籍等出版物
- 2010年12月 Secularization, Religion and the State

HANEDA Masashi(担当:共著, 範囲:Vicissitudes of Nourūz: Islam, Zoroastrianism, and Historical Time Scales)
UTCP   
- 2014年3月7日 イスラーム世界歴史地図

清水 和裕, 清水 和裕(担当:共訳, 範囲:第9章「東方におけるイスラーム」、第11章「オスマン帝国の勃興」)(原著:デヴッド・ニコル, 清水 和裕, 岡本恵, 諫早庸一, 大東敬典, 濱崎睦)
明石書店  (ISBN: 4750339628) 
- 2014年5月 Oxford 数学史

斎藤 憲, 三浦 伸夫, 三宅 克哉(担当:共訳, 範囲:スィヤーク――ペルシャ語文化圏における数字表記と計算能力――)(原著:Eleanor Robson, Jacqueline Stedall)
共立出版  (ISBN: 4320110889) 
- 2017年5月9日 atプラス32(吉川浩満編集協力)

吉川 浩満, 稲葉 振一郎, 木島 泰三, 粥川 準二, ベンジャミン クリッツアー, 山本貴光, 飯島 和樹, 片岡 雅知, 柴田 英里, 井上 智洋, 平野 徳恵, 諫早 庸一, 國分 功一郎, 朴 沙羅, 栗原 康, 岩沢 蘭(担当:共著, 範囲:歴史の未来 歴史学の明日——「歴史の終わり」から間主観性の歴史叙述へ——)
太田出版  (ISBN: 4778315766) 
- 2018年9月 Thābit ibn Qurra’s Restoration of Euclid’s Data

Nathan SIDOLI, Yoichi ISAHAYA(担当:共著)
Springer  (ISBN: 9783319946603) 
- 2019年6月 马可·波罗与10-14世纪的丝绸之路

Yoichi ISAHAYA(担当:分担執筆, 範囲:Sino-Iranica in Pax Mongolica: The Elusive Participation of Syriac-Rite Christians in the Ilkhanid Translation Project)
北京大学出版社  (ISBN: 9787301303283) 
- 2019年8月 Voices of Three Generations: Essays in Honor of Seyyed Hossein Nasr

諫早庸一(担当:共著, 範囲:The Mongol Impact on Astronomy: The Differentiation of Astronomy in the Eastern and Western Islamicate World)
Kazi Publications  (ISBN: 9781567446777) 
- 2020年4月 感染/パンデミック : 新型コロナウイルスから考える : 緊急特集

諫早庸一(担当:共著, 範囲:一三─一四世紀アフロ・ユーラシアにおけるペストの道)
青土社  (ISBN: 9784791713974) 
- 2020年7月 Along the Silk Roads in Mongol Eurasia: Generals, Merchants, and Intellectuals

Yoichi ISAHAYA(担当:共著, 範囲:Fu Mengzhi: “The Sage of Cathay” in Mongol Iran and Astral Sciences along the Silk Roads)
University of California Press  (ISBN: 9780520298750)